# Monastère Saint-Jean de Tcheremenets
Le monastère Saint-Jean-l'Évangéliste de Tcheremenets (en russe : Черемене́цкий Иоа́нно-Богосло́вский монасты́рь) est un monastère d'hommes de l'Église orthodoxe russe en Russie situé à Tcheremenets sur une presqu'île du lac du même nom dans le raïon de Louga de l'oblast de Léningrad. Il dépend de l'éparchie de Gatchina.

## Histoire

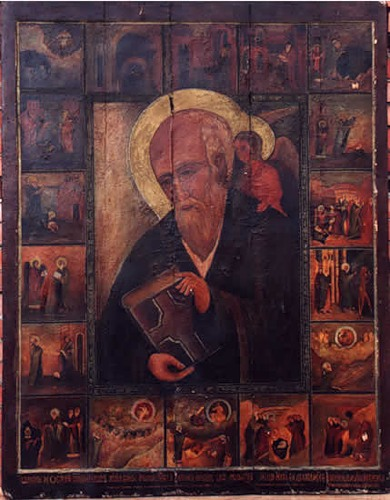
Icône de saint Jean.

La première mention écrite du monastère Saint-Jean-l'Évangéliste date de 1497-1498,,, mais l'on ne connaît pas la date exacte de sa fondation. L'on suppose qu'elle a eu lieu à la fin du XVe siècle; mais des fouilles sur le territoire du monastère prouvent qu'elle est plus ancienne. La légende raconte qu'un paysan aurait découvert ici sous le règne d'Ivan III en 1478 une icône miraculeuse de saint Jean, ce qui aurait amené Ivan III à autoriser la fondation de ce monastère. En fait, le monastère se situant sur une hauteur, il pouvait jouer un rôle d'avant-poste et de surveillance des environs.
À la fin du XVIe siècle, le monastère compte deux églises, des cellules pour les moines, une écurie et un moulin, le tout étant construit en bois, sauf le catholicon (église principale). En 1581, le monastère est ravagé par les troupes polono-lituaniennes d'Étienne Bathory; la moitié des moines est faite prisonnière, l'autre moitié tuée. Il ne reste que le hiéromoine Zachée et deux starets. Ceci est décrit en 1581-1582 dans une lettre de Léonce Axakov dans un livre de scribe décrivant les lieux de la région en skoropis.
Le monastère de l'Évangéliste sur le lac de Tcheremenets possède une église de pierre dédiée à Jean l'Évangéliste et une église de bois de la Nativité de la Sainte Vierge avec un réfectoire et des cellules. Il a été incendié et ravagé par les Lithuaniens. Ne sont restés que le prêtre noir Zachée et deux starets, tous les moines des seize cellules monastiques ont été tués ou emmenés par les Lithuaniens. N'ont pas été brûlés l'écurie, quatre greniers et le moulin. Autour du monastère il y a une enceinte de bois.
Par la suite, le monastère est restauré.
Le monastère a toujours gardé son indépendance, malgré une tentative à la fin du XVIIe siècle de l'affilier au monastère Saint-Nicolas de Viajsk près de Novgorod. Le monastère vit des revenus de ses terres, des dons et des offrandes des fidèles.

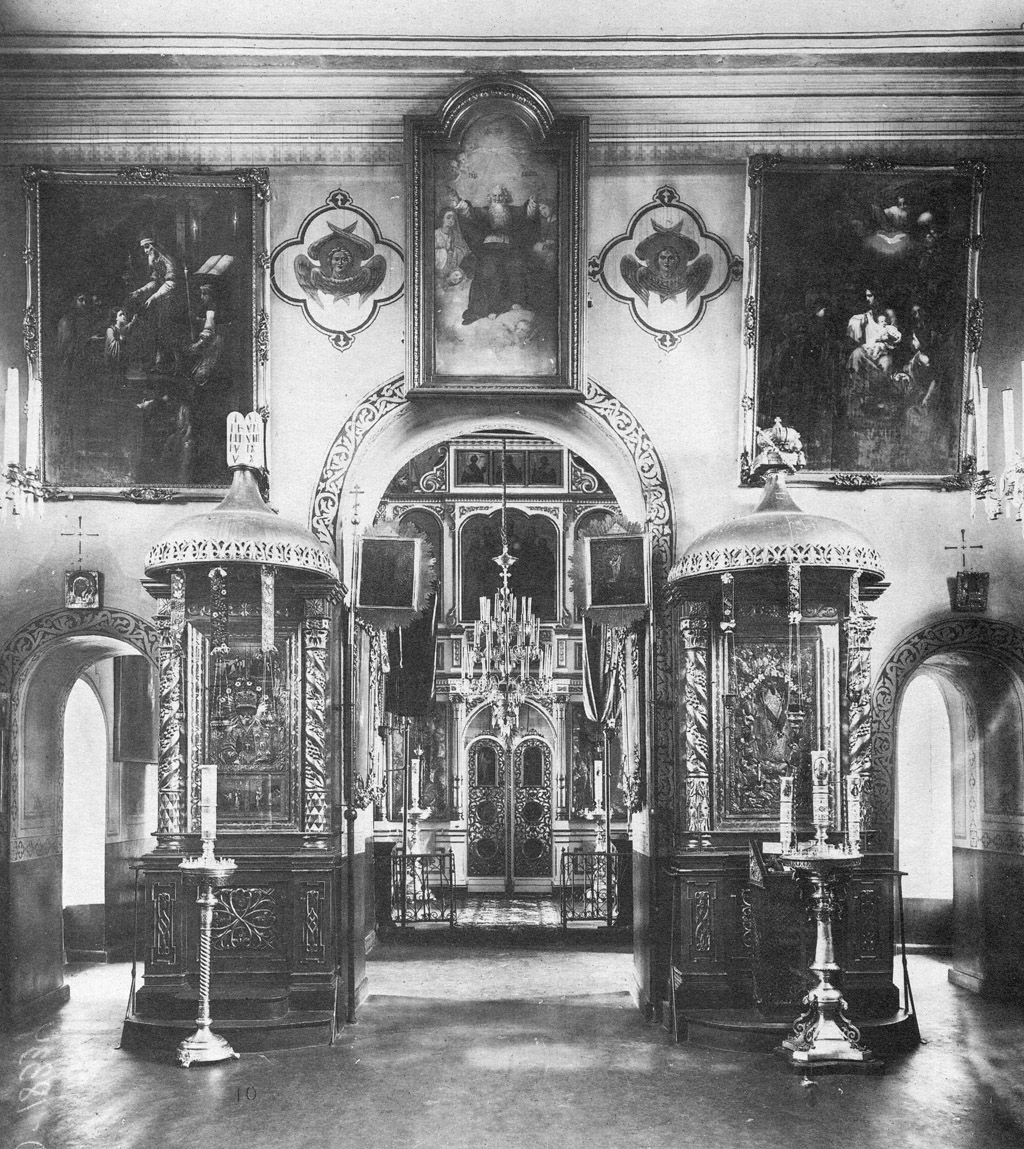
Intérieur de l'église Saint-Jean au début du XXe siècle.

En 1767, un conseil spirituel est institué concernant la moitié du domaine de Zalessié de la piatina de Chelono. En 1788, plusieurs villages (auparavant dans l'éparchie de Novgorod) entrent dans le domaine du monastère gouvernés par ce conseil spirituel par permission de l'éparchie de Saint-Pétersbourg,  et en 1795, dix-neuf paroisses sont transférées au gouvernement spirituel de Gvod. En 1800, le gouvernement spirituel de Tcheremenets change de nom et devient celui de Louga et transféré dans cette même ville.
Après la Révolution de 1917, l'on fait du monastère un artel agricole où travaillent les moines qui y sont demeurés. Une autre partie du monastère est donnée à un internat scolaire, séparé du reste par des barbelés. Le monastère est finalement fermé par les communistes en 1930 et l'ensemble est donné à la ferme collective « Octobre rouge ». Presque tous les moines sont arrêtés. Le cimetière où se trouvaient inhumés des membres de la noblesse locale et les supérieurs du monastère est complètement détruit. Plus tard, le monastère abrite une école d'horticulture et, de 1967 à la fin des années 1980, une base de loisirs dont certaines constructions subsistent.
En 1995, une inspection de sauvegarde du patrimoine commence ses travaux. En 1997, le monastère est de nouveau institué avec la bénédiction du métropolite de Saint-Pétersbourg, Vladimir (Kotliarov). Le 21 mai 1999, une icône ancienne de saint Jean est offerte au monastère, le jour de sa fête, par la cathédrale Notre-Dame-de-Kazan de Louga. L'ensemble situé au n° 16, 18, 20 du quai d'Octobre de Saint-Pétersbourg est offert au monastère en l'an 2000 pour lui servir d'hôtellerie avec l'église de la Sainte-Trinité ; elle appartenait autrefois à la laure Saint-Alexandre-Nevski.

## Architecture

### Avant la Révolution

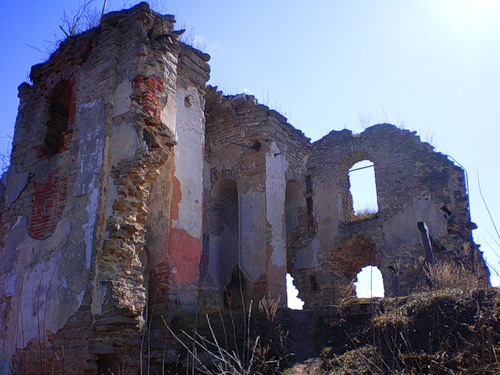
Ruines de l'église-catholicon Saint-Jean avant sa reconstruction.

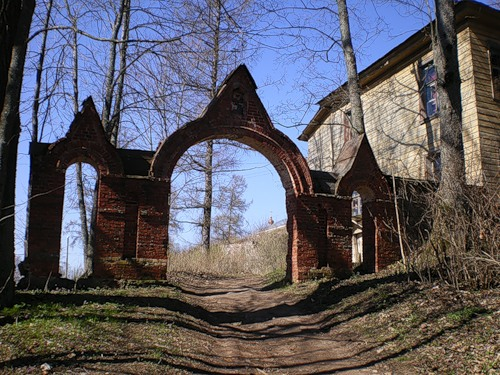
Portail principal.

Il y a à cette époque deux églises sur la presqu'île : la plus importante est l'église-catholicon Saint-Jean construite en pierre blanche au XVIe siècle qui se trouve sur la colline au milieu, couronnée de cinq bulbes. Juste à côté se trouve une petite église de pierre consacrée à la Transfiguration du Seigneur, construite en 1707, à la place de l'ancienne église de bois dédiée à la Nativité de Marie. L'église Saint-Jean possédait au-dessus de son portail un clocher élevé octogonal surmonté d'un dôme avec une croix. On accède alors au monastère en barque. La jetée est située du côté sud, ainsi que la porte principale. Une autre entrée est faite non loin de la porte principale. Une hôtellerie pour les pèlerins est construite entre la porte et l'entrée de la clôture du monastère. Plus loin, se trouve une autre hôtellerie, reconstruite à partir d'une ancienne grange à grains. Derrière les hôtelleries, un verger est aménagé en pente douce. Une troisième porte d'entrée est construite à la fin du XIXe siècle à l'angle sud-est de l'île, devenant l'entrée principale. Une route y conduit le long de l'isthme reliant l'île à la rive du lac. Autour de la colline de l'île de tous les côtés, il y a des cellules construites dans la clôture du monastère. À la fin du XIXe siècle, un grand réfectoire de pierre et un bâtiment pour les frères sont construits. L'on construit également des ateliers (pour la confection des habits et des souliers) et des communs : boulangerie, brasserie, glacier. Les communs et le potager se trouvent sur un ilot, plus tard relié à l'île principale. Il y a beaucoup de constructions au début du XXe siècle dont une étable, une laiterie, une écurie, une forge, une buanderie et des bains, une grange à foin, diverses granges, un glacier, etc. Le monastère pouvait donc se procurer l'indispensable. En 1903, l'architecte-ingénieur Nikolaï Koudriatsev construit une école paroissiale à un étage supérieur en bois, afin d'instruire les garçons des villages environnants. Son projet de construire une nouvelle église en style néobyzantin à partir de 1914 ne voit pas le jour à cause de la guerre.

### Aujourd'hui

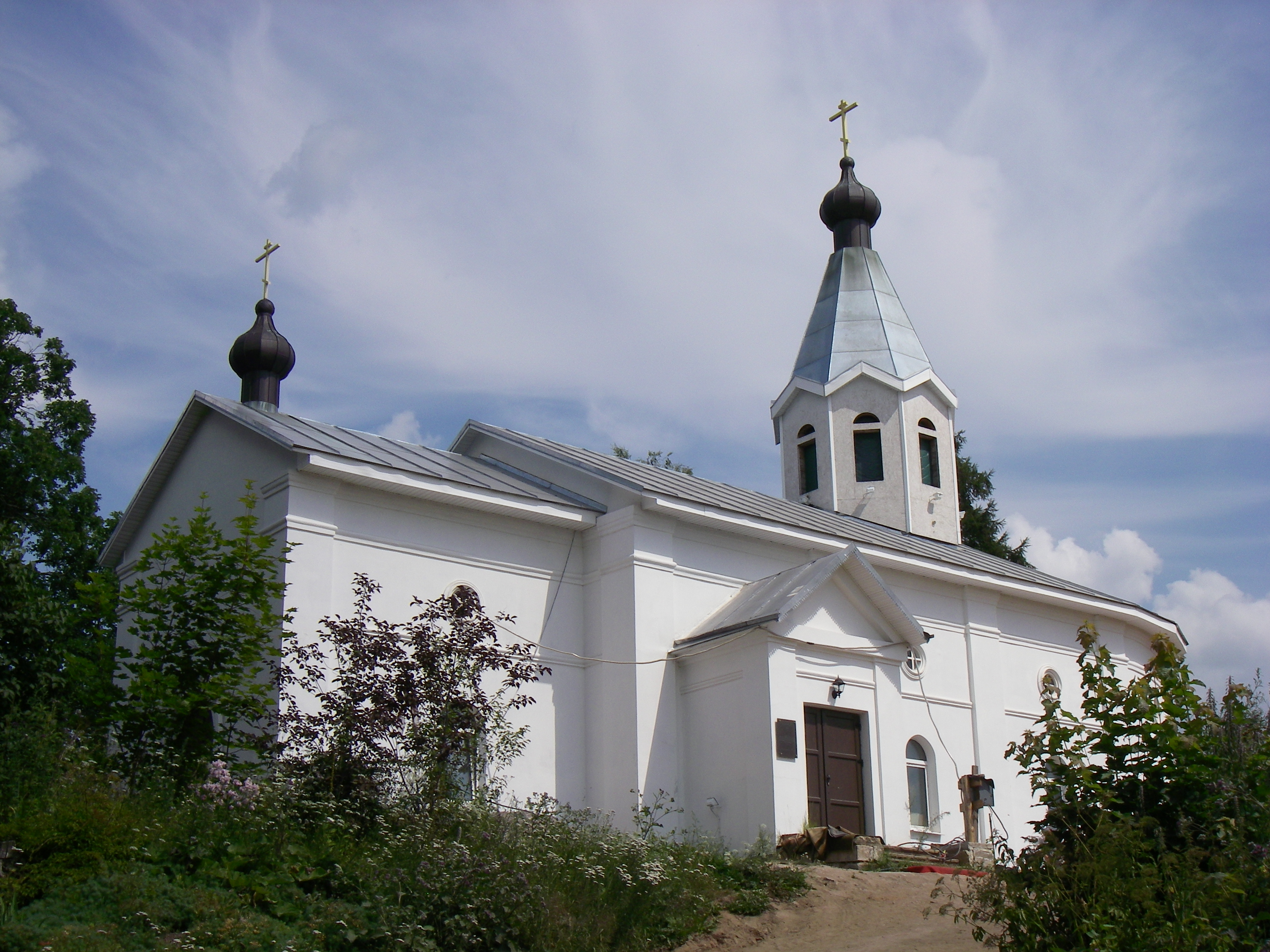
Église de la Transfiguration-du-Seigneur.

L'endroit est dominé par l'église Saint-Jean qui avant 2012 était à l'état de ruines. Elle se trouve en haut de la colline et a été entièrement reconstruite. Ses six coupoles ont été ajoutées en février 2013 avec croix et cloches.
L'église de la Transfiguration se trouve à côté plus bas dont l'accès se fait par un escalier. De l'extérieur du monastère, on y accède par un chemin qui passe par une porte stylisée. En dehors des bâtiments du monastère, l'île est couverte d'un vieux parc, calme et romantique avec vue sur le lac de Tcheremenets.

## Supérieurs
- Antoine (Botchkov) (1862-1866)
- Benjamin (Mouratovski) (1896-1897)
- Mitrophane (Ossiak) (depuis le 13 octobre 1997)

## Références

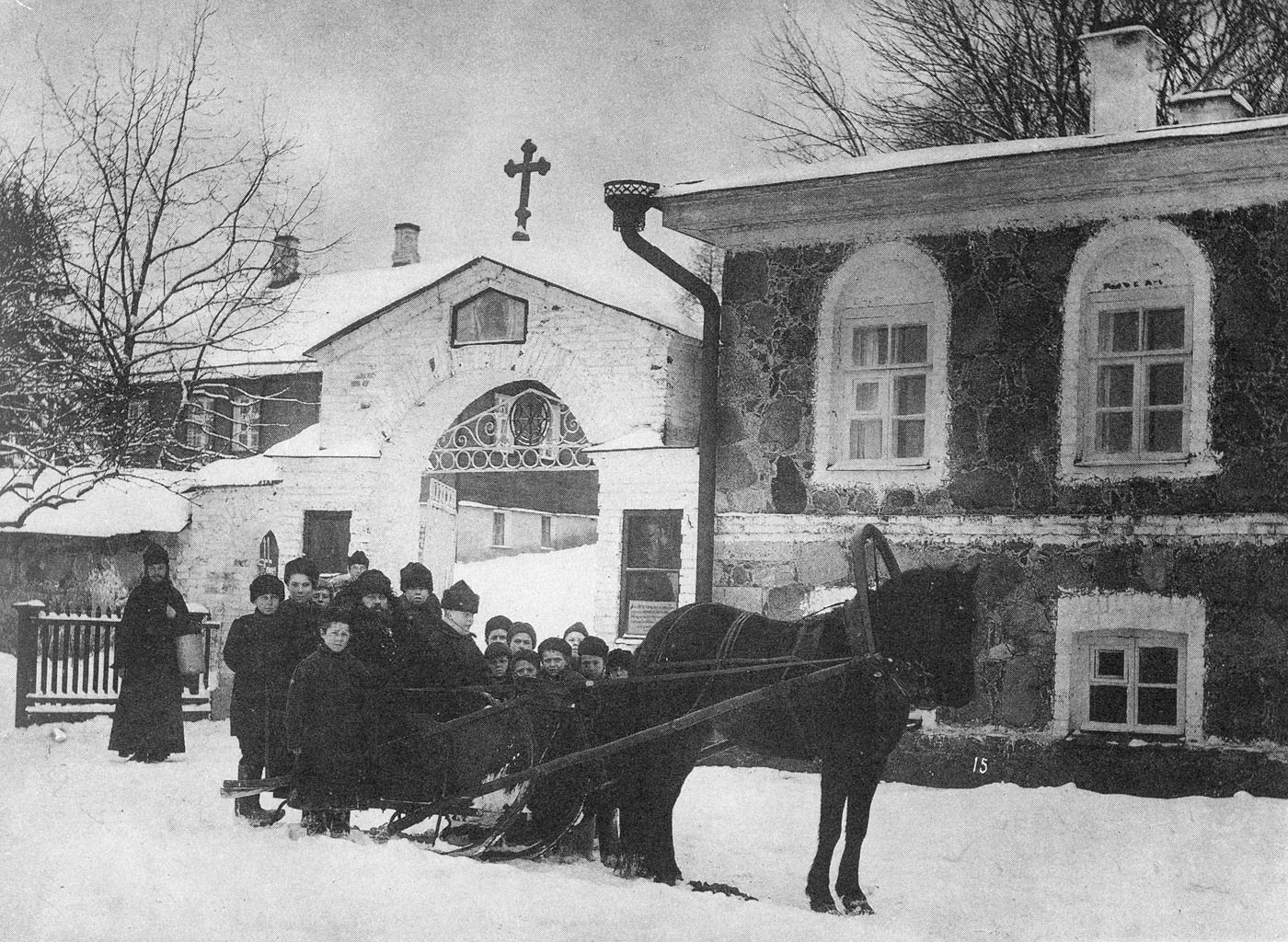
Les moines avec les élèves de l'école paroissiale du monastère vers 1910.